# Karla Reuter
Karla Reuter (14 de junho de 1984) é uma ex-futebolista profissional australiana que atuava como defensora.

## Carreira
Karla Reuter representou a Seleção Australiana de Futebol Feminino, nas Olimpíadas de 2004. 